# Altes Schloss Büdesheim
Das Alte Schloss (auch Bruderhof oder Brendelstein) in Büdesheim, einem Ortsteil der Gemeinde Schöneck im Main-Kinzig-Kreis in Hessen, ist eine renaissancezeitliche Schlossanlage, die auf ein älteres Hofgut der Benediktiner zurückgeht.

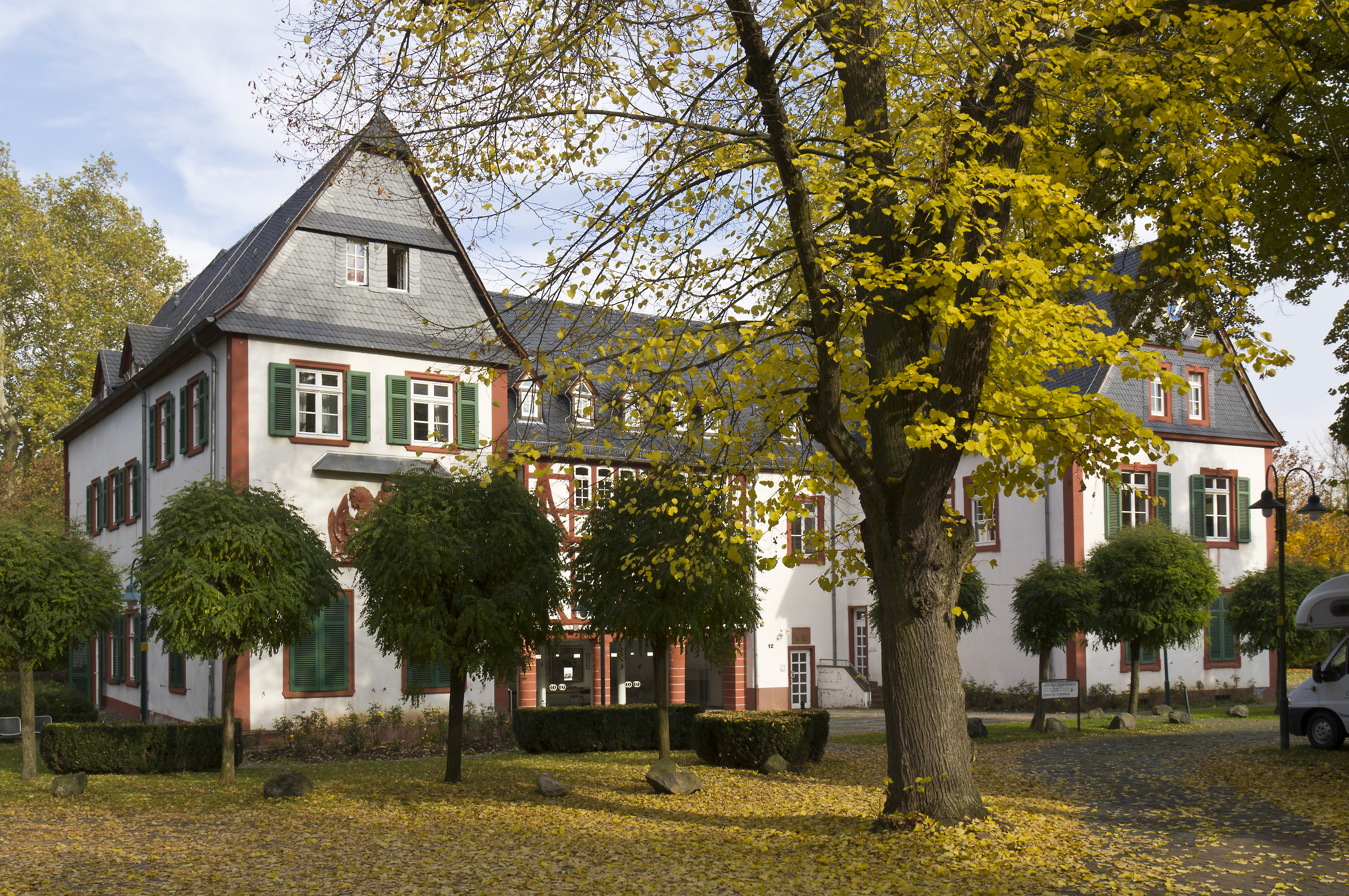
Altes Schloss in Büdesheim

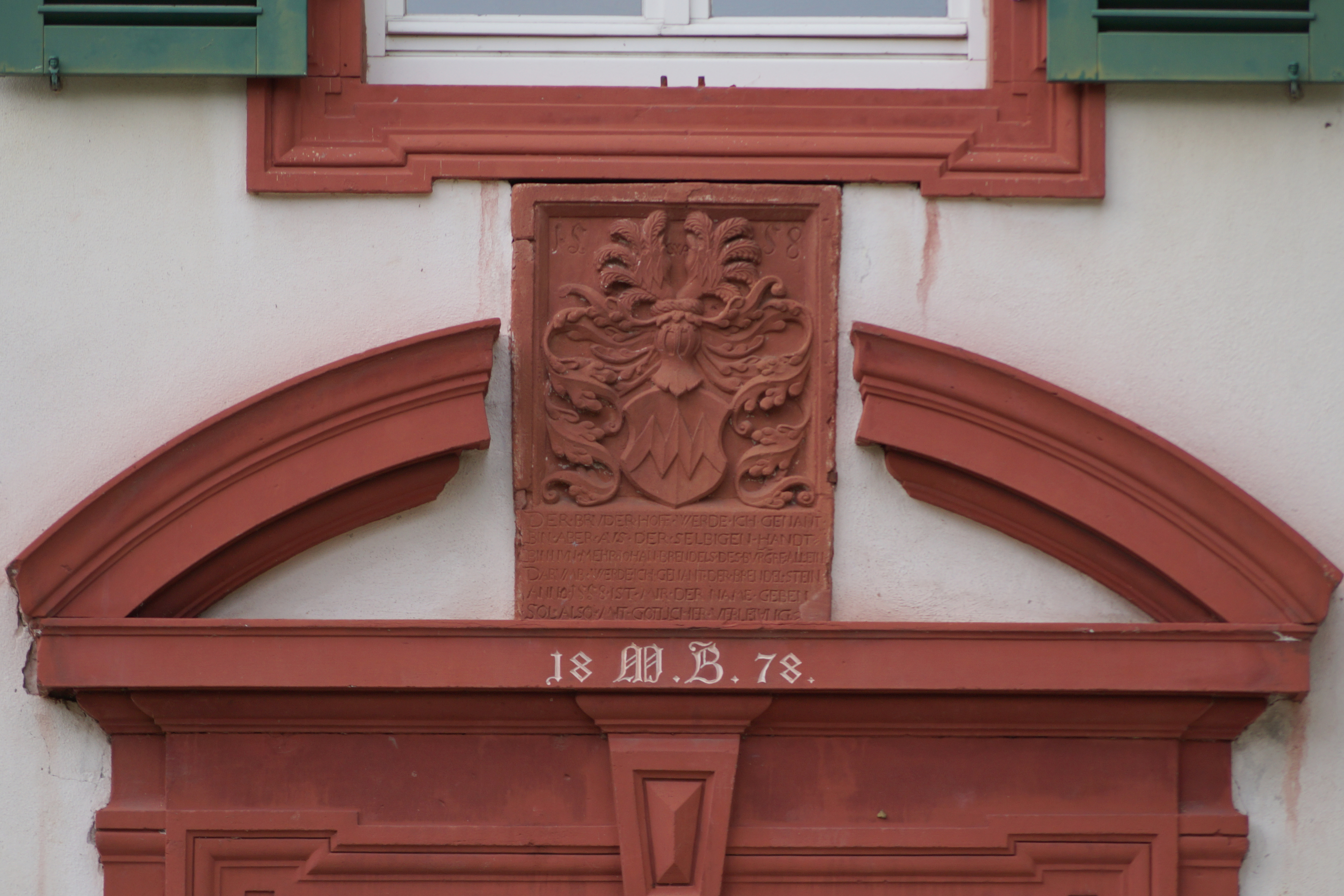
Wappenstein des Friedberger Burggrafen Johann Brendel von Homburg von 1558 am Ostflügel. Der Stein wurde 1878 in einem Sprenggiebel zweitverwendet.

## Geschichte
Zwischen den Burgen Windecken und Niederdorfelden befand sich an der Nidder eine weitere frühe Wasserburg in Büdesheim. Die Bauherren sind unbekannt. Die Anlage kam um 1017 als Schenkung an das Kloster Michelsberg in Bamberg und wurde vermutlich von den Benediktinern in einen befestigten Hof umgewandelt.
Der Hof gehörte zusammen mit dem Ort Büdesheim zum Freigericht Kaichen, welches im 15. Jahrhundert unter die Landeshoheit der Burggrafschaft Friedberg kam. Das Kloster verkaufte 1554 die mittlerweile Bruderhof genannte Anlage an den Friedberger Burggrafen Johann Brendel von Homburg. Dieser ließ um 1558 das heutige Schloss unter Einbeziehung einiger älterer Bauteile errichten. Gelegentlich findet sich deshalb auch der Name Brendelstein nach der Familie des Burggrafen (Brendel von Homburg). 1569 kam das Schloss in den Besitz der Familie Schütz von Holzhausen. Umbauten fanden 1680 statt, 1760 kam es an den hanau-münzenbergischen Kammerpräsidenten Philipp Reinhard Freiherr von Edelsheim. Dessen Nachkommen verkauften es am 14. Februar 1860 an Georg Berna (1836–1865). Nach dessen Tod erbte es seine Witwe Marie Berna geb. Christ (1846–1915). In den Jahren 1872 bis 1877 lebte bei ihr als Gesellschafterin Elise Schumann (1843–1928), eine Tochter von Robert Schumann und Clara Schumann.
Nachdem Marie Berna am 18. Dezember 1880 in zweiter Ehe Graf Waldemar von Oriola (1854–1910) geheiratet hatte, ließ dieser 1885 südlich der Anlage noch das Neue Schloss erbauen. Nach mehrfachem Besitzerwechsel gehört es heute der Gemeinde Schöneck, die es nach einer größeren Renovierung vorwiegend für kulturelle Zwecke nutzt.
Im Februar 2016 hat die Gemeindevertretung nach langer Diskussion den Beschluss gefasst, das Alte Schloss an einen Investor zu verkaufen. Bereits im Vorfeld dieser Entscheidung gab es Widerstand aus der Bevölkerung. Eine Bürgerinitiative und ein Verein zur Rettung des Alten Schlosses wurden ins Leben gerufen. Auf Grund des Beschlusses zum Verkauf starteten einige dieser Bürger ein Bürgerbegehren zu diesem Thema.

## Anlage
Von der mittelalterlichen Burganlage ist nichts sichtbar, die ehemals vorhandenen doppelten Gräben wurden später verfüllt. Das heutige Alte Schloss ist eine dreiflügelige Anlage mit nach Süden offenem Innenhof. Besonders der östliche Flügel enthält einen früheren Kernbau. Ein zweitverwendeter Wappenstein am Ostflügel mit der Jahreszahl 1558 besagt, dass das Schloss als Brendelstein benannt wird und ursprünglich Bruderhof oder Brüderhof hieß. Im südlichen Teil des Westflügels befindet sich eine Burgkapelle.